# Chanakya
Chanakya (sanskrit: चाणक्य, Cāṇakya; även Kautilya), cirka 350–275 f.Kr., var rådgivare till Mauryarikets förste härskare Chandragupta Maurya, och chefsminister i hans regering. Det är osäkert om Chanakya och Kautilya var samma person. Chanakya spelade en avgörande roll i att störta Nanda-dynastin omkring år 321 f.Kr. och installera Chandragupta som härskare i Magadha, vilket lade grunden för det mäktiga Mauryariket.
Chanakya anses vara en av den ekonomiska vetenskapens och statsvetenskapens fäder, ett och ett halvt millennium före Ibn Khaldun och Niccolò Machiavelli.
 Han var verksam i Taxila, där han förmodligen skrev det berömda verket Arthashastra, en lärobok i indisk statskonst, ekonomi och militär strategi. Verket ansågs förlorat i århundraden, men återupptäcktes 1905 av sanskritforskaren R. Shamasastry, som publicerade den första tryckta utgåvan 1909 och en engelsk översättning 1915. Arthashastra nämner Chanakya under namnet Kautilya, och på ett ställe som Vishnugupta. Enligt en teori var Vishnugupta verkets redaktör medan Chanakya/Kautilya var en av dess skribenter. Även verket Nitishastra brukar hänföras till Chanakya. Namnet Chanakya kommer från hans fader, som hette Chanak. Namnet Kautilya kommer från hans gotras namn Kotil. Kautilya betyder "av Kotil". 
Han trodde på fyra saker: att behandla med jämlikhet, lockelse, straff eller krig och att så split. En av de tidigaste sanskritska författarna att uttryckligen identifiera Chanakya som Vishnugupta var Vishnu Sarma, i sin Panchatantra, under 300-talet e.Kr.